# Pel'meni
I pel'meni (in russo пельмени?; in ucraino пельмені?; in polacco pierogi) sono un tipo di pasta ripiena diffuso in Siberia e nell'Europa centro-orientale.

## Etimologia
Il nome pel'meni ha origini ugrofinniche ed è una fusione delle parole permiane pel (lett. "orecchio") e nyan (lett. "pane");

## Storia
Secondo la versione più condivisa, i ravioli nacquero nei monti Urali quando, tra il tredicesimo e il quindicesimo secolo, i pionieri russi entrarono in contatto con i komi.
Nessun tomo di cucina russo uscito prima della prima metà del diciannovesimo secolo menziona i pel'meni. Nel 1837, la scrittrice di cucina Ekaterina Avdeeva riportò una delle prime testimonianze scritte dedicate ad essi: stando alle sue parole, «i pel'meni sono ciò che viene chiamato ushki (lett. "piccole orecchie") in Russia»; un articolo del 1830 del giornale Otečestvennye zapiski afferma: «(i pel'meni) sono come dei piccoli varenyki, con la sola differenza che non sono ripieni di formaggio fresco, ma di carne».
Nei primi ricettari in cui compaiono, venivano inseriti in varie categorie di ricette, tra cui quelle destinate alle zuppe, degli accompagnamenti per le zuppe e i piatti a base di farina. I ravioli venivano originariamente consumati a colazione o come contorno e non costituivano quasi mai il piatto principale. Tra i primi ricettari in cui vengono citati vi sono il Podarok molodym khozyaykam di Elena Ivanovna Molokhovets (1887), in cui vengono proposte dieci modalità differenti per prepararli. Tuttavia, sebbene fossero spesso citati dalla metà dell'Ottocento fino al 1917, anno dello rivoluzione russa, i pel'meni erano considerati un piatto peculiare, tanto dagli scrittori dei ricettari che ne documentavano l'esistenza, sia dai loro lettori.
Con l'instaurazione del regime sovietico, i pel'meni guadagnarono maggiore rilevanza nei libri di cucina, giungendo talvolta a soppiantare altre preparazioni tradizionali correlate, come gli ushki e i kolduny lituani. I libri di cucina dell'epoca li inserivano tra le "zuppe", le "minestre chiare", i "piatti con carne macinata" e i "piatti con un impasto". Nello stesso periodo iniziarono a essere consumati come piatto principale.
I pel'meni sono oggi considerati una delle più tipiche specialità russe e sono prodotti industrialmente. Sono anche diffusi negli Stati Uniti d'America grazie agli immigrati russi.

## Descrizione
I pel'meni sono un tipo di pasta ripieno circolare, piatti o tondeggianti, con un peso di circa 12-13 grammi e con un diametro di 3 cm, composti da una sfoglia sottile circolare (composta di farina e uova, talvolta con l'aggiunta di latte o acqua) e un ripieno di carne che è generalmente a base di maiale, agnello, manzo o un insieme di più di esse (ad esempio, la ricetta tradizionale degli Urali richiede il 45% di manzo, il 35% di agnello e il 20% di maiale per il ripieno); ne esistono delle versioni a base di pesce e vegane. Spesso il ripieno contiene, oltre alla carne, altri ingredienti come pepe, cipolla e aglio. Alcune ricette prevedono di friggere la pasta dopo la cottura sino a doratura.
I pel'meni sono preparati poco prima di essere consumati e bolliti; vengono conditi, a seconda dei casi, con burro, panna acida o smetana o aceto; a seconda dei casi, possono anche contenere senape e rafano.
Data la loro somiglianza con certi tipi di pasta italiani (ad es. i tortelloni), vengono utilizzate macchine per la pasta italiane per produrli su larga scala.

## Alimenti simili
I pel'meni sono molto simili ad altri tipi di pasta ripiena, come i sopracitati tortelloni, gli ushky e i kolduny. Hanno anche delle analogie con i pierogi polacchi (che hanno un ripieno di patate e formaggio molle fresco) e i guotie cinesi.